# 瓦尔季斯·扎特莱尔斯
瓦尔季斯·扎特莱尔斯（1955年3月22日—），拉脱维亚整形外科医生，2007年5月31日当选拉脱维亚总统，2011年角逐連任失敗，安德里斯·貝爾津什當選新總統。
扎特萊爾斯卸任總統後，在2011年7月23日成立扎特萊爾斯改革黨，並當選黨魁。該黨於2012年更名「改革黨」。

## 荣誉

### 外国勋章奖章
- 芬兰白玫瑰大十字勋章附颈饰（芬兰，2010年[1]）